# Fajã Mata Sete
A Fajã Mata Sete é uma curiosa fajã a que se chega indo pelos caminhos que levam ao Farol dos Rosais, na freguesia dos Rosais, concelho de Velas, ilha de São Jorge, Açores.

## Descrição
Logo que se chega à falésia, que dá forma à beira da rocha, no lado Norte da ilha, vê-se esta Fajã, que se estende pelo mar, pintalgada por algumas moradias, entrelaçadas estas com a rica vegetação típica da Macaronésia.
Esta falésia devido ao terramoto de 1980, ocorrido no dia 1 de Janeiro de 1980 abriu fendas, facto que obrigava a quem por aqui circula-se a tomar precaução. Com a passagem do tempo o estrato rochoso foi-se compondo de tal forma que actualmente (2012) se pode considerar que tenham desaparecido.
No entanto, devido a essas fendas o acesso à fajã esteve durante muito tempo interdito pelas autoridades, que também mandaram fechar o Farol próximo, bem como uma aperciável zona em redor. 
Em tempos idos, e apesar de nesta fajã nunca ter existo casas de moradia permanente, existiam pequenas construções para arrumos, ou moradia sazonal. Apesar de a presença humana não se constante, e devido a fertilidade do terreno, aliado ao microclima típico das Fajãs, as suas terras sempre foram cultivadas, sendo divididas em hortas ou Nateiro, tendo o cultivo destaque para a vinha, a batata, o milho, árvores de fruto e inhames.
Os donos das terras desciam à fajã principalmente nos meses de março e abril para o cultivo das terras e da vinha voltando em setembro para as vindimas. As uvas eram espremidas na fajã, por um processo quase sempre bastante rudimentar que era constituído por uma pedra pesada ou por duas pedras que eram presas uma à outra de alguma forma que as mantivesse unidas e a exercer o peso necessário para esmagar a uva.
Nesta fajã há uma gruta, localmente chamada de Furna e que, em caso de necessidade, e desde sempre, foi utilizada como abrigo pelas pessoas que se deslocavam à fajã. É bastante grande, leva há volta de 7 a 8 pessoas, que quando não tem moradia na fajã, muitas vezes chegam a passar a noite aqui. O chão é coberto com fetos secos, que servem de cama para dormirem durante os dias que ali ficavam a pescar ou só a passar a noite. 
Os peixes apanhados de cima da pedra, com canas, são o sargo, a veja e a anchova.
As aves mais frequentemente vistas nesta fajã são o cagarro (ou cagarras), a gaivota e o garajau.
Na baía que se forma nesta fajã, e já quase na Ponta dos Rosais, existe uma grande pedra no mar à qual chamam Torrão de Açúcar. O seu nome deriva do facto de ela ser dura por baixo, composta por basalto e por cima ser mais mole e avermelhada, composta por piroclastos consolidados.
Ao longo do tempo esta fajã tem recuperado alguma da sua vida de antigamente embora continue bastante deserta o que tem aumentado a sua diversidade, tanto na fauna como na flora devido justamente à ausência do homem. Assim é possível observar uma variedade de seres vivos, que apesar de serem comuns na sua grande maioria a todas as fajãs da ilha de São Jorge, tem algumas especificidades locais.

## Algumas das espécies deavesobserváveis ao longo do ano
- Gaivina (Laridae)
- Freira-do-bugio (Pterodroma feae)
- Cagarra-de-cory (Calonectris diomedea) (65% da população mundial desta espécie reproduz-se nos Açores)
- Estapagado (Puffinus puffinus)
- Angelito (Oceanodroma castro)
- Rabo-de-palha-de-bico-vermelho (Phaethon aethereus)
- Marrequinha-comum (Anas crecca)
- Pato-real (Anas platyrhynchos)
- Codorniz (Coturnix coturnix)
- Galinha-d'água-comum (Gallinula chloropus)
- Borrelho-de-coleira-interrompida (Charadrius alexandrinus)
- Narceja (Gallinago gallinago)
- Galinhola (Scolopax rusticola)
- Gaivota-do-cáspio (Larus cachinnans)
- Garajau-comum (Sterna hirundo)
- Garajau-rosado (Sterna dougallii)
- Garajau-escuro (Sterna fuscata)
- Pombo-das-rochas (Columba livia)
- Pombo-torcaz-dos-açores (Columba palumbus azorica)
- Mocho-pequeno (Asio otus)
- Alvéola-cinzenta (Motacilla cinerea)
- Estorninho-malhado (Sturnus vulgaris)
- Toutinegra-de-barrete-preto (Sylvia atricapilla)
- Estrelinha-de-poupa (Regulus regulus)
- Pisco-de-peito-ruivo (Erithacus rubecula)
- Melro-preto (Turdus merula)
- Pardal-comum (Passer domesticus)
- Canário (Serinus canaria)
- Verdilhão (Carduelis chloris)
- Pintassilgo (Carduelis carduelis)

## Alguma da fauna marítima observável
- Solha (Bothus podas maderensis),
- Salmonete (Mullus surmuletus),
- Peixe-balão (Sphoeroides marmoratus),
- Garoupa (serranídeos),
- Bodião (labrídeos),
- Sargo (Dictyota dichotoma),
- Ouriço-do-mar-negro (Arbacia lixula),
- Ouriço-do-mar-roxo (Strongylocentrotus purpuratus),
- Lapa (Docoglossa),
- Peixe-porco (Balistes carolinensis),
- Caranguejo-eremita (Calcinus tubularis),
- Peixe-rei (Coris julis),
- Polvo (Octopus vulgaris),
- Estrela-do-mar (Ophidiaster ophidianus),
- Água-viva (Pelagia noctiluca),
- Caravela-portuguesa (Physalia physalis),
- Ratão (Taeniura grabata),
- Chicharro (Trachurus picturatus).
- Toninha-brava (Tursiops truncatus),
- Tartaruga-careta (Caretta caretta).
- Craca (Megabalanus azoricus).

## alguma da flora marítima dominante
- Alga vermelha (Asparagopsis armata).
- Alga Roxa (Bonnemaisonia hamifera).
- Anémona-do-mar (Alicia mirabilis),
- Anémona-do-mar (Actiniaria),
- Alga castanha (Dictyota dichotoma),
- Ascídia-flor (Distaplia corolla),
- Musgo (Pterocladiella capillacea),
- Erva-patinha-verde (Ulva intestinalis),
- Alface do mar (Ulva rigida)